# スピードワゴン
スピードワゴンは、ホリプロコム所属のお笑いコンビ。1998年結成。2024年1月を最後にコンビとしての活動は休止している。『M-1グランプリ』2002・2003、『THE SECOND 〜漫才トーナメント〜2023』ファイナリスト。

## メンバー
井戸田 潤（いとだ じゅん、1972年12月13日 - ）（52歳）
ツッコミ（コントによってはボケ）担当、立ち位置は向かって左。

小沢 一敬（おざわ かずひろ、1973年10月10日 - ）（51歳）
ボケ（コントによってはツッコミ）・ネタ作り担当、立ち位置は向かって右。

## 来歴

### コンビ結成前（吉本所属時代）
NSC名古屋校2期の同期として2人は出会う。1994年入学であるため、大阪校では13期のブラックマヨネーズ、次長課長、野性爆弾、徳井義実（チュートリアル）らが同期にあたる。名古屋吉本時代に井戸田は「マグニチュード」、小沢は「バツイチ」とそれぞれ別のコンビを組んでいた。共にランキングシステムの上位常連で、常に優勝を争う関係だった。吉本時代は新田敦生（よしもとエリアアクション副社長、当時は名古屋吉本の所長）の世話になり、ホリプロに移籍してからもラジオでの共演を経てプライベートでも親しくしている。
先に上京していた井戸田が、コンビ解散寸前だった小沢を誘って1998年にコンビ「小沢と井戸田」を結成。井戸田が大須に位置する小沢の自宅にトラックで押しかけ、そのまま上京させたというエピソードがある。
吉本では銀座7丁目劇場を拠点としていたが、同劇場が閉鎖直後に吉本側から「2人はお休みです」と言われ事実上仕事を干されてしまう。危機感を持った2人は他事務所のライブへの参加・ネタ見せなどを積極的に行い、その中でも高評価してくれたM2カンパニー（後のホリプロコム）への移籍を決意した。それに伴い、コンビ名を現在のものに改めた。なお吉本を退社する際、井戸田が吉本の事務所へ電話したところ対応した女性に「はいオッケーです」と言われて退社が決まった。

### 初の「M-1」決勝戦進出～「甘い言葉」でブレイク
2000年から『爆笑オンエアバトル』（NHK総合）の常連出演者となり、2002年の『M-1グランプリ』では敗者復活戦からの決勝戦進出を果たす。決勝戦出場前の月給は3,000円だったが、大会終了後はメディアへの露出が増えた影響で一気に100倍の額にまで跳ね上がったという。また、2002年の『M-1』決勝戦出場前のネタ打ち合わせの際、井戸田が小沢へ「明日から忙しくなるよ」と声をかけたらしい。2004年、「甘い言葉」ネタで一躍ブレイクを果たす。

### 停滞期
2005年、井戸田が安達祐実と結婚して世間の耳目を集める。2006年にはキー局初の冠番組『激あま〜い』（TBSテレビ）が始まるも、一方でコンビでの新ネタを披露する機会は減少した。
井戸田の結婚生活は長く続かず、離婚後の未練タラタラぶりなどで好感度を下げていった。こうした私生活面をテレビで面白く語らなければならないこと、更には小沢がお笑いからめっきり遠ざかってしまったことなどが重なり、当時の井戸田は精神的にも相当疲弊していた。

### 再浮上
2014年10月2日放送『アメトーーク!』（テレビ朝日）・「俺たちくされ縁芸人」において、2人の同期にあたる徳井義実（チュートリアル）が小沢と共演。小沢の独特な感性を紹介したことで少しずつ小沢のキャラクター性が注目され始めた。これは翌年1月22日放送のフィーチャー企画「小沢という変人」へと発展、「SEKAI NO OZAWA」やそれを略した「セカオザ」の愛称が定着していった。こうして小沢の方も再び露出が増え、コンビとしての活動も盛んになった。
2015年、なごやめしPR大使に就任。

### 活動休止
2023年12月26日配信の「文春オンライン」と同27日発売の「週刊文春」において、2015年にダウンタウンの松本人志と小沢らが飲み会で女性に性的な行為を迫ったなどと報道された。これに対し2024年1月9日、所属事務所のホリプロコムは「スピードワゴン小沢一敬はこれまで通り活動を続けてまいります。なぜならば、小沢の行動には何ら恥じる点がないからであります。一部週刊誌の報道にあるような、特に性行為を目的として飲み会をセッティングした事実は一切ありません」としていた。しかしその後一転し、1月13日には小沢に関する週刊誌報道で混乱が続いていることから、小沢が自分の意志により活動自粛することを事務所が発表した。これを受けて井戸田は、翌1月14日朝にスピードワゴンは無期限活動休止となることを発表した（井戸田ソロの仕事は継続する）。

## 芸風

### 漫才
2人のテンションと話術に裏打ちされた正統派のしゃべくり漫才が持ち味で、クールでベタなボケと大声でテンションの高い独特なツッコミによるメリハリの効いた展開から「新感覚のポップ漫才」と称されることがある。

### 甘い言葉
- 小沢が甘い台詞を放ち、井戸田が「甘～い!」と絶叫するコント漫才。
- 『コブラ』で交わされる洋画のような台詞に憧れていた小沢が、飲み会でふとこぼした言葉を女の子に「甘い」と言われ、そこに同席していた先輩の渡部建（アンジャッシュ）が「これで漫才が書けるんじゃないか」とアドバイスしたことで完成したネタ。作りとしては謎かけと同じであるという[9]。

## エピソード

### コンビ名の由来
小沢が荒木飛呂彦の漫画『ジョジョの奇妙な冒険』のファンであり、コンビ名は作中に登場する架空の人物・ロバート・E・O・スピードワゴン及びその人物が設立した財団の名称「スピードワゴン財団」に由来する。その縁で、2007年公開の映画『ジョジョの奇妙な冒険 Part1 ファントムブラッド』にゲスト出演したものの、構成上の理由から（元ネタの）スピードワゴンは登場していない。なお、コンビ名の候補は他に「ワイルドチョコレート」などがあった。

### 爆笑オンエアバトル
- 『爆笑オンエアバトル』には開始当初の1999年度から2003年度まで常連組として長きに渡って出場。同番組の黄金時代を支えた芸人の一組でもある[8][注 3]。
- 初挑戦は1999年11月20日放送回で、293KBを記録し6位オフエアであった。なお、この回で披露したのはコントだった。ちなみに2回目の挑戦となった2000年2月5日放送回では漫才を披露したが、自己最低となる129KBを記録し10組中最下位となっている[11]。
- 3回目の挑戦となった2000年5月20日放送回にて、初オンエア（365KB・4位）を果たす。披露したネタはコント「新入社員の研修」だった。なお小沢はオンエアが決定した瞬間に感極まって号泣しており、番組内でもその模様が取り上げられていた[11]。
- 2002年度の半ばまではオンエアはするもののKB数が伸び悩んでおり、特に漫才を披露した回においては450KB以上を記録した回が一度も無かった（この時期まで、コントを演じた回においては二度450KB以上を記録）[11]。また出場初期は漫才・コントの両方を披露していたが、2002年度からは徹底して漫才のみを演じるようになる。漫才に徹してからは成績が安定していき、高得点を記録する機会が増えてきた。2002年8月24日放送回から2004年2月6日放送回まで7戦連続で450KB以上を記録している[11][注 4]。
- 2002年度は3戦連続で470KB以上を記録するなど躍進、初のチャンピオン大会（第5回）進出も果たした。セミファイナルでは958KBを記録して1位通過を果たしたが、ファイナルでは一転して470KB（11組中10位）と低調に終わる[11]。
- 2003年度は、この年の挑戦1発目となる回に番組内のオフエア歴代最高KBを記録する（後述）という椿事に見舞われるが、その後は史上初のオーバー500を達成[注 5]するなど危なげなく年間4勝を記録、2年連続でチャンピオン大会（第6回）に進出した。セミファイナルでは942KBを記録して3位で通過すると、ファイナルでも同じく942KBを記録[11]。しかし結果はアンタッチャブルにボール3個差で及ばず、チャンピオンを逃してしまった。彼らはこのチャンピオン大会ファイナルを以て番組を卒業する運びとなった。

#### オフエア歴代最高KB達成
- 2003年6月13日放送の長崎収録に出場。461KBを記録するものの、この回はパンクブーブーが初挑戦で537KBを記録。彼らはパンクブーブーに押し出される様な形で6位オフエアとなってしまい[注 6]、高得点の裏で「オフエア最高記録」という珍記録を打ち立てる羽目となってしまった[注 7]。余談だが、彼らは裏でパンクブーブーを「絶対にオンエアしたよ」と励ましていた。
- 上述の通り本放送でオンエアは逃したが、後に『新・真夜中の王国』（NHK-BS2）のコーナー「爆笑?オフエアバトル」（2002年4月 - 2004年3月まで毎月第3月曜日に放送されていたコーナー）内で当時のネタがノーカットで放送されている。通常このコーナーは「オンバト」本編でオフエアとなった芸人のネタをダイジェストで放送するという内容のため、オフエアネタがノーカットで放送されるのは極めて異例であった（放送当時のナレーションでは「オフエアにするにはあまりにもったいない〜」と紹介されていた[11]）。
- この「オフエア歴代最高KB」という珍記録は大きなインパクトを残し、2014年3月15日放送『オンバト最終章 チャンピオン大会直前 15年間ありがとうスペシャル』にスピードワゴンがゲストの一組として出演した際にも、「スピードワゴンの持つちょっと笑える番組記録」と題して番組内で触れられていた[12]。

#### 記録
- 戦績：15勝5敗、最高：505KB、ゴールドバトラー認定
  - 1999年度：0勝2敗
  - 2000年度：3勝1敗
  - 2001年度：4勝0敗
  - 2002年度：4勝1敗
  - 2003年度：4勝1敗

### M-1グランプリ
2002年
- 芸歴5年目で初出場し、今大会より導入された敗者復活枠の記念すべき第1号を飾る。小沢は「M-1の1件のフォローだったのかも」と振り返っている。2001年の第1回大会に不出場だった理由は、本人たち曰くコントしかやっていなかったから（実際は結成当初から漫才に重きを置いている）。
  - 9番目に登場しネタを披露したが、審査員の立川談志から「50点」という圧倒的な低評価を付けられてしまい、7位に終わる。スピードワゴンに最低評点を付けた談志と島田紳助を除く審査員5名からの得点では暫定3位の笑い飯を上回っており、この2名からの低評価が大きく響くことになった。
  - 同大会の王者であるますだおかだは、自身のラジオで「スピワゴはM-1（優勝）十分狙えるコンビ」と称賛していた。

2003年
- 準決勝を勝ち抜き、ストレートでの決勝戦進出を決める。『M-1』で「正面突破」を果たした最初のコンビとなったが、結果は6位。小沢は後に発売された著書内にて「この年は3回戦の出来が凄く良く、決勝戦でもその時と同じ童謡ネタを披露したが、決勝戦ではいいグルーヴ感が出なかった」と語っている）。この年に披露した「童謡ネタ」は著作権の関係上、後に発売されたDVDにおいては音声が丸々カットされた形で収録されているか、場合によってはネタ自体が収録されていない。

## 賞レース成績・受賞歴など

### M-1グランプリ（成績）
| 年     | 結果       | エントリーNo. | 決勝戦キャッチコピー | 備考            |
| ------ | ---------- | ------------- | -------------------- | --------------- |
| 2002年 | 決勝7位    | 821           |                      | 敗者復活コンビ  |
| 2003年 | 決勝6位    | 1880          | 正門突破             |                 |
| 2004年 | 準決勝敗退 | 2579          |                      | 敗者復活戦 欠場 |
| 2005年 | 不参加     |               |                      |                 |
| 2006年 | 不参加     |               |                      |                 |
| 2007年 | 準決勝敗退 | 3328          |                      |                 |
| 2008年 | 準決勝敗退 | 4451          |                      | ラストイヤー    |

### その他
- 2003年 爆笑オンエアバトル 第5回チャンピオン大会 ファイナル10位
- 2004年 爆笑オンエアバトル 第6回チャンピオン大会 ファイナル2位
- 2014年 日清食品 THE MANZAI 本戦サーキット敗退[18]
- 2023年 THE SECOND 〜漫才トーナメント〜 グランプリファイナル ベスト8

## 出演

### テレビ番組
レギュラー、準レギュラー出演
- 爆笑オンエアバトル（NHK総合）
  - オンバトヒーローズ（2008年6月13日）
  - オンバトPREMIUM（2009年11月27日）
- オンバト+（NHK総合）
  - オンバト+PREMIUM（2010年5月28日、2010年10月29日、2011年2月25日）
  - オンバト最終章 チャンピオン大会直前 15年間ありがとうスペシャル（2014年3月15日）
- お元気ですか日本列島〜ハツラツ道場〜（NHK総合）
- BACK-UP!（フジテレビ、2001年4月 - 2002年3月）準レギュラー
- エンタの神様（日本テレビ、2003年）キャッチコピーは「笑いの爆走コンビ」→「勝手に三ツ星 爆走コンビ」→「哀愁の爆走コンビ」
- イエヤス（2004年1月 - 2005年9月）→イエヤスMAX（2005年10月 - 2006年3月）（中部日本放送）キャッチコピーは「ロマンティスト系最強コンビ」
- 大人のコンソメ（テレビ東京、2003年10月 - 2004年3月）
- ウラ関根TV（テレビ東京、2003年10月 - 2004年3月）準レギュラー
- シブスタ S.B.S.T（テレビ東京、2004年11月 - 2005年3月）水曜日出演
- てぃ〜んずワゴン たかぎまぢる（東海テレビ、2003年9月 - 2005年3月）
- スピ丼（東海テレビ、2005年4月 - 2006年3月）
- 平成教育予備校（フジテレビ、2005年1月 - 2006年9月）隔週で1人ずつ出演
- ハゲタカウォーズ（テレビ東京、2006年1月 - 3月）不定期放送
- 激あま〜い（TBSテレビ、2006年4月 - 9月）
- スピードワゴンのトラベルファイト（旅チャンネル、2006年8月 - 2007年1月）
- 笑いの金メダル（朝日放送・テレビ朝日系、2004年4月 - 2006年）準レギュラー
- ギャオーディション（GyaO、2007年・第1回、2回）ナビゲーター
- リンカーン（TBSテレビ、- 2006年9月頃）準レギュラー
- イケない女〜大逆転ランキング〜（GyaO・2005年12月 - 2007年7月）
- MIDTOWN TV月曜スピードワゴンと土岐田麗子の巻（GyaO、2007年7月23日 - 8月27日）
- 都市伝説なんかぶっ潰せ 悶絶!リサーチワゴン（GyaO、2006年9月8日 - 2007年9月29日）
- スピードワゴンの今夜も美ナイト（サンテレビジョン、2007年4月 - 9月）
- MIDTOWN TV月曜スピードワゴンのナマ出し（GyaO、2007年9月 - 12月）
- ライブミランカ スピードワゴンシリーズ（ミランカ、2007年12月 - 2008年1月）
- でんじろう先生の日曜実験室 ラブラボ!（中京テレビ、2006年4月 - 2008年）
- バスで恋して〜関東版〜（テレビ神奈川・テレビ埼玉、2008年10月 - 2009年3月）
- スピードワゴンと裸の××アイドル（TBS BooBo BOX、2007年11月 - 2009年7月）
- 勝ち抜き!アイドル天国!!ヌキ天（GyaO、2007年11月 - 2009年10月）隔週放送
- 熱血!平成教育学院（フジテレビ系、2006年10月 - 2011年3月）隔週で1人ずつ出演
- 週刊AKB（テレビ東京、2009年 - 2011年）
- にっぽん熱中クラブ（NHK BS2、2008年 - 2012年2月、2010年以降は熱中スタジアム内に移行）不定期出演
- 法円坂ホラー研究会　谷町第二高等学校（BS-TBS、2013年6月 - 2014年3月）
- ふたり道 〜ちょっと役立つ不思議な教習所〜（BS日テレ、2013年10月 - 2014年3月）自動車教習所生徒役（井戸田：第4・5・8・9話、小沢：第10・11・13・16・17・41・45・46・48・49・51話）
- さらさらサラダ「もえスピ!」（NHK名古屋、2010年 - 2014年）不定期
- 4U（中京テレビ、2014年4月 - 2015年3月）はんにゃと週替わりでMCを担当
- THE HOUSE（TOKYO MX、2015年10月 - 12月、2016年1月 - 3月）ダレノガレ明美 と共にMC
- キミスタ（テレビ東京、2018年4月 - 2018年9月）MC
- SKE48のバズらせます!!（東海テレビ、2019年4月- 2020年9月）MC
- ごごナマ（NHK、2018年2月 - 2021年3月）「おしゃべり日和」内の「勝手におすすめ!便利グッズ」のプレゼンターとして不定期で1人ずつ出演
- NHK短歌（NHK Eテレ、第4日曜 2012年4月 - 2022年3月）2020年度までは「短歌de胸キュン」として。2021年度は小沢がMC、井戸田が不定期出演
- スピードワゴンの月曜The NIGHT（AbemaTV、月曜深夜 2016年4月 - 2022年12月）MC
- ヒルナンデス!（日本テレビ、木曜 2016年3月 - コーナー終了）ロケ企画「激○道場破り」のコーナーレギュラー

単発・特番
- 第54回NHK紅白歌合戦（NHK総合、2003年12月31日）はなわ・テツandトモの応援
- 若手芸人は見た!実録（秘）芸能界（TBSテレビ・スーパーフライデー、2004年10月29日）
- お笑いチャンピオンボウリング（フジテレビ、2005年・2006年）
- レッスルコロシアム ザ芸能界!最強格闘王者グランプリMAX（日本テレビ、2005年）
- バリューナイトフィーバー（日本テレビ）
  - FBI・不健康撲滅委員会（2005年12月17日）
  - 運命の言霊〜ことだま〜（2005年12月24日）
  - 科学でお悩み解決! サイエンちゅ♥（2005年8月5日・8月12日・2007年5月27日）助手
- お笑い芸人大忘年会（日本テレビ、2004年・2005年）
- 登龍門F 若手芸人ネタ祭り!!〜元旦生ライブSP（フジテレビ、2005年1月1日）キャッチコピーは「“暴走凶”青春コンビ」
- 人気芸人100人大集合お笑い国盗りクイズ!!芸能界誰についてく?仁義なき派閥抗争特大スペシャル!（TBSテレビ、2006年1月3日・4月28日）
- ドスペ2（テレビ朝日）
  - ビジュアル妄想倶楽部（2006年3月11日）
  - 芸能界霊能力検定（2006年7月15日）司会
  - アイドルぶっちゃけトークすっぴん!（2006年・2007年）司会
  - 芸能人ぶっちゃけランキングバトル シスラー（2007年）
- ニューカマーズ（フジテレビ）
  - 説教野郎（2006年3月20日）
  - 必殺の法則（2006年11月6日）
  - 扉の向こう側（2007年5月27日）
- 緊急結婚特番（フジテレビ・2006年4月3日）
- 卍くりぃむVS芸能人卍卍爆笑どっきり作戦卍（日本テレビ、2006年10月）第3回
- サタデーバリューフィーバー（日本テレビ）
  - こちら芸能特捜刑事!（2006年10月7日）
  - THE★歌ゲー将軍（2006年11月25日）
- 月バラ!（テレビ朝日）
  - 三ッ星!500円食堂（2006年12月4日）
  - 久本雅美の日本全国おいしい回転寿司店No.1決定戦（2006年12月11日）
- 芸人魂!ガチレース（テレビ朝日、2006年12月15日・2007年7月6日）
- 秘密のケンミンSHOW（読売テレビ・日本テレビ系、2006年9月21日・2007年3月22日）
- 民放5局史上最大のコラボレーション!地デジ夏祭り2006全部見せます!ナゴヤのテレビ"過去""現在"そして"未来"（中京広域圏の民放5局、2006年8月12日）
- ウンナン極限ネタバトル! ザ・イロモネア 笑わせたら100万円SP（TBSテレビ）第2回、第4回出演
- ビートたけしのお笑いウルトラクイズ（日本テレビ、2007年1月1日）
- MR.レッドゾーン（フジテレビ、2007年1月3日）
- 日本偉人大賞2007 歴史を変えた超エライ人SP（フジテレビ、2007年4月7日）
- 電脳ヒルズ（テレビ朝日・すくいず!、2007年5月16日 - 6月6日）
- スーパー先生大賞!（中京テレビ、2007年5月27日）
- カスペ!（フジテレビ）
  - お笑い芸人歌がうまい王座決定戦スペシャル 第4回、第6回 -
  - お笑い芸人親子で漫才王座決定戦スペシャル（2007年）
- 極上グルメ超選択ツアーinドバイ（テレビ朝日、2006年・2007年）
- アッコ親善大使も納得 オーストラリア遊んで食べてマラソン走っちゃうぞ旅（TBSテレビ、2007年7月15日）
- ネタ祭り!2007夏の陣 東西対抗お笑いGP（朝日放送・テレビ朝日系、2007年8月19日）
- 関根&優香の笑う夏休み2007（テレビ朝日、2007年8月26日）
- 熱狂的ファンツアー（テレビ東京、2007年8月27日）
- 関根勤とみんなのゴルフ（フジテレビ、2007年9月1日）
- 輝け芸能人なりきりバンド王座決定戦SP“ザ・タレバンコン”（TBSテレビ、2007年10月2日）
- 伝統刑事カズとジュン（テレビ東京、2007年10月28日）
- 開港100周年 ふしぎ発見!名古屋港（東海テレビ、2007年11月10日）
- SPWコンビ内タイトルマッチ〜35分3本勝負〜（テレビ東京、2007年11月23日）
- 人生最大のサプライズ〜プロポーズ大作戦〜（TBSテレビ、2007年12月1日）
- トーク桃の陣!〜桃鉄誕生20周年突入記念番組〜（毎日放送、2007年12月14日）
- スピードワゴンのクイズ大江戸物語（テレビ東京、2007年12月27日）
- 鍵穴（フジテレビ、2007年12月27日）
- お笑いDynamite!（TBSテレビ、2007年12月29日）キャッチコピーは「甘〜い!」を封印」→「甘ーい言葉はもういらない」
- 名古屋メシ世界へ行く〜スピードワゴンin韓国（東海テレビ、2007年12月29日）
- 1億分の1の男（フジテレビ、2007年12月31日）
- 笑・神・降・臨3（NHK総合、2010年8月6日）
- 第14回　熱血!オヤジバトル「東日本ブロック予選」（NHK総合、2011年2月11日）司会
- テレビ愛知開局30周年記念8時間30分スペシャル!（テレビ愛知、2013年9月21日）
- スピードワゴンのヒットの裏側言っちゃいな!!（信越放送、2014年9月20日）
- ENGEIグランドスラム（フジテレビ、2015年9月26日・2016年2月13日、9月17日・2017年5月6日、9月23日・2018年4月7日）
  - ENGEIトライアウト&ジコタコアナライズ（フジテレビ、2017年5月6日）
  - ENGEI鼎談（フジテレビ、2018年4月7日）
- 有吉弘行のドッ喜利王（TBS、2015年10月21日）
- 笑点（日本テレビ、2016年12月11日・2018年4月8日）
- オールスター感謝祭（TBS、2005年10月1日・2006年4月1日・2006年9月30日・2016年4月9日・2018年10月6日）
  - 2005年10月1日

井戸田潤　200人中113位　28問　2:05.30
小沢一敬　200人中98位　29問　1:43.56
  - 2006年4月1日

井戸田潤　200人中131位　27問
小沢一敬　200人中159位　23問
  - 2006年9月30日

井戸田潤　200人中115位　29問　2:09.55(予選落ち1回あり)
小沢一敬　200人中15位　40問　2:34.51
  - 2016年4月9日

井戸田潤　152人中149位　9P　0:42.91　※番組開始から11:00まで・途中退場«4時間30分»
小沢一敬　152人中14位　33P　2:18.09
  - 2018年10月6日

井戸田潤　160人中76位　39P　1:19.02　※2列表示の右
小沢一敬　160人中9位　50P　1:10.36　※上位20名は1列
- THE MANZAI2016 プレミアマスターズ（フジテレビ、2016年12月18日）
- X The NIGHT 2周年記念SP（2018年4月29日、AbemaTV）[19]
- 東京一人暮らし（北陸朝日放送・福島放送・長野朝日放送・新潟テレビ21・静岡朝日テレビ 共同制作）
  - 東京一人暮らし2017（2017年2月11日）
  - 東京一人暮らし2018 ～これは見逃せない!みんなのお悩み解決します!スペシャル～（2018年2月17日）
- 超三国志「徹底解明! 英雄たちの真実」（NHK-BSプレミアム、2019年8月3日）
- 中山優馬×ジャニーズJr. @YUMA HOUSE（2023年2月10・17・24日、BSJapanext）

### ラジオ
- JUNK2水曜「スピードワゴンのキャラメル on the beach」（TBSラジオ、2002年10月 - 2007年3月）

### テレビドラマ
- 「富豪刑事」第5話（テレビ朝日、2005年）- チンピラ役
- 漱石先生を待ちながら（『夏目漱石の妻』のスピンオフミニドラマ）（NHK総合、2016年9 - 10月）- 夏目漱石の門下生役

### テレビCM
- Uno（資生堂、2005年）
- がぶ飲みミルクコーヒー（サッポロ飲料、2006年）
- NTT DoCoMo東北（福島県限定、2006年）
- チョコビ（バンダイ、2007年）
- 「ウルトラクイズ風インフォマーシャル2007」（日本テレビ、2007年9月11日 - 23日）

EMI編、BMG編、UIP編に出演。
- 大原学園インフォマーシャル（2008年1月）

日本テレビ『ズームイン!!SUPER』内でOA
- 競艇（2009年）
- アイフル「アイフルバス・人それぞれ篇」（2015年、バナナマンとの共演）

## テレビ・ラジオ以外の活動

### 連載
- 「井戸田潤の今夜も打ち上げだ」「小沢一敬の休日」（中日スポーツ）毎週火曜日連載。1人ずつ隔週でエッセーを更新
- お笑いタイフーンJAPAN（エンターブレイン）休刊

### 映画
- 「下妻物語」（東宝、2004年11月）
- 「ジョジョの奇妙な冒険 ファントムブラッド」（2007年2月17日）井戸田：ワンチェン役、小沢：ダリオ・ブランドー役
- 「WAYA! 宇宙一のおせっかい大作戦」（2011年10月22日） 井戸田：浅見勘太郎役、小沢：吉村公一郎役

### ゲーム
- アッコでポン! 〜イカサマ放浪記〜（2008年、ニンテンドーDS・Wii用ソフト、サクセス）- 声の出演[20]

### Web番組
- 「合体動物最強バトル つよ～い!いきもの図鑑」（TSUTAYAプレミアム、2019年4月8日 - 配信終了）井戸田：ジュン役、小沢：オザ役[21]
- 全裸監督2（2021年6月24日 全話配信、Netflix）- バラエティ番組司会者 役[注 10]

## 作品

### 書籍
単独
- スピードワゴンのスピチャン!（学習研究社、2004年11月）
- あま〜い（ぴあ、2005年7月）
- でらつれ（講談社、2010年2月）
- 恋ができるなら失恋したってかまわない（宝島社、2015年8月）

単独以外
- シブスタs.b.s.t若手芸人edition俺達の放課後（双葉社、2005年2月）
- 笑いの金メダル 究極の貧乏レシピ （ワニブックス、2006年1月）

### CD
- 「夢の途中」（フォーミュラレコーディングス、2008年7月23日[注 11]）

### DVD
単独
- スピードワゴン LIVE集、スピードワゴン コント集（ポニーキャニオン、2004年10月）
  - スピードワゴン DVD-BOXも同時発売。
- 爆笑オンエアバトル スピードワゴン（ポニーキャニオン、2005年3月）
- 超スピードワゴン〜甘い言葉で抱きしめて〜（ポニーキャニオン、2005年10月）
- 弩スピードワゴン（ポニーキャニオン、2007年4月18日）
- 弩スピードワゴンVOL.2（ホリプロ、2007年12月5日）
- ライブミランカ スピードワゴントークライブ「こんな事言うと、野暮かもしれませんが…売れるために二人の弱点克服します!」（ジェネオンエンタテインメント、2008年1月28日）
- 弩スピードワゴンvol.3（2008年12月17日）

単独以外
- M-1グランプリ2002完全版“その激闘のすべて・伝説の敗者復活戦完全収録”（R and C、2003年12月）
- M-1グランプリ2003完全版 〜M-1戦士の熱き魂〜（コロムビアミュージックエンタテインメント、2004年7月）[注 12]
- 大人のコンソメ〜5倍濃縮パック（業務用）〜（ポニーキャニオン、2004年4月）
- スピードワゴンコントコレクション〜（ポニーキャニオン、2004年10月20日）
- エンタの神様vol.1（バップ、2004年12月）
- エンタの神様vol.2（バップ、2005年1月）
- エンタの神様vol.4（バップ、2005年3月)
- 爆笑オンエアバトルスピードワゴン(2005年3月16日、ポニーキャニオン)
- 「死球〜DEAD BALL〜」vol.4〜あなたにも必ず飛んでくるであろう人生の死球…〜（徳間ジャパンコミュニケーションズ、2005年4月））
- イエヤス爆笑セレクションvol.3（2005年11月）
- ピィース!specoal天下一武笑会最強!お笑い博多決戦其の一（ビクターエンタテインメント、2005年12月）
- 『ホリプロお笑い 紅白ネタ合戦』（2004年8月28日収録　於ABC会館ホール　2006年3月1日発売）ポニーキャニオン
- スチーム係長 お笑い芸人vs係長編（パラマウント・ホーム・エンタテイメント・ジャパン、2006年3月）
- よみきかせ 日本昔ばなしvol.3（コロムビアミュージックエンタテインメント、2006年10月18日）
- ホリプロお笑いライブスペシャル ストロング混合（ポニーキャニオン、2007年4月18日）
- ホリプロお笑い夏祭りスペシャル ストロング混合2（ホリプロ、2007年12月5日）
- 超クソゲー（アース・スター エンターテイメント、2009年1月23日）